# 熱噴射引擎
熱噴射引擎是早年噴射引擎的一個嘗試。與所有的噴射發動機一樣，這種引擎是由加壓空氣進入燃燒室與燃料混和爆炸後排出產生推力。與我們今日熟悉的渦輪噴射引擎不同的是：帶動這種引擎壓縮段的是一顆傳統的活塞引擎，而不是燃氣渦輪。相對於渦輪噴射引擎，其技術較為簡單。然而；由於多了一具不產生推力的活塞引擎，故其引擎重量較渦輪噴射引擎為重，推重比也更低。整體效率上，遠不如渦輪噴射引擎。因此，在第二次世界大戰之後，這種設計便被世界航空工程界打入冷宮，從此無人聞問。然而，在此之前，仍然有數種這種引擎與裝備它的飛機問世，它們分別是:
- 柯安達-1910
- 卡普羅尼-坎皮尼N.1(世人一般取兩者之頭一字母簡稱之為CC.2)
- 日立Tsu-11發動機（日语：ツ11 (エンジン)）
- 米高揚-格里維奇I-250混合動力戰鬥機

## 外部連結
美國民間自製熱噴射引擎的網站